# ダイエー西台店
ダイエー西台店（ダイエーにしだいてん）は、東京都板橋区蓮根三丁目にある大型商業施設（ショッピングセンター）である。店番号は0317。ネットスーパー取扱店舗。

## 概要
東京都道447号赤羽西台線沿線に位置し板橋区の北部では最大級の規模の店舗面積を誇る店舗である。
建物は食品館・駅前館の2つで食品館は地上5階・地下1階建て(5階はフットサル)、駅前館は地上5階建てである。下記のリニューアルまで食品館は「リビング館」（開業当初は「東館」）、駅前館は「ファッション館」（開業当初は「西館」）という名称で、過去に存在した都内の赤羽店（旧店舗）や兵庫県の三宮第一店と同じ位置づけである。
2018年に大幅なリニューアルを行い、直営売り場を縮小し、多数の専門店が入居した。この時外装もリニューアルされ、白を基調にした外見となった。

## フロア構造
| 階  | 食品館（旧:東館→リビング館）      | 駅前館（旧:西館→ファッション館）                       |
| --- | --------------------------------- | ------------------------------------------------------ |
| 6F  | なし                              | 立ち入り禁止                                           |
| 5F  | フットサルコート                  | 専門店のフロア                                         |
| 4F  | 専門店のフロア(スポーツセンター)  | 専門店のフロア(ダイソー)                               |
| 3F  | 専門店のフロア(ニトリ デコホーム) | 専門店のフロア(ノジマ)                                 |
| 2F  | 専門店のフロア（西松屋）          | 専門店のフロア（パシオス）                             |
| 1F  | 食品、花、ペット用品のフロア      | 化粧品、家庭用消耗品、ファッション雑貨、医薬品のフロア |
| B1F | 食品のフロア                      | なし                                                   |

## 売上
この統計は、日経流通新聞及び日本経済新聞が調査して順位付けしたものである。西台店はダイエー内でも上位内に食い込む売上を開業当初から誇る。
| 年度   | スーパー業界 | ダイエー内 | 小売総合 | 売場面積 | 売上          |
| ------ | ------------ | ---------- | -------- | -------- | ------------- |
| 1982年 | 46位         | 17位       | なし     | 176位    | 103億800万円  |
| 1983年 | 48位         | 16位       | なし     | 164位    | 101億6200万円 |
| 1984年 | 44位         | 15位       | なし     | 173位    | 105億3800万円 |
| 1985年 | 39位         | 14位       | なし     | 182位    | 109億2500万円 |
| 1986年 | 44位         | 15位       | なし     | 188位    | 110億500万円  |
| 1987年 | 32位         | 15位       | なし     | 16位     | 124億9800万円 |
| 1988年 | 39位         | 17位       | なし     | 204位    | 127億3400万円 |
| 1989年 | 44位         | 19位       | なし     | 138位    | 130億8000万円 |
| 1990年 | 48位         | 18位       | なし     | 149位    | 135億6500万円 |
| 1991年 | 49位         | 12位       | 243位    | なし     | 139億4900万円 |